# إزاك دياز
إزاك دياز (بالإسبانية: Isaác Díaz)‏ هو لاعب كرة قدم مكسيكي في مركز الهجوم، ولد في 6 مارس 1993 في غوادالاخارا في المكسيك. لعب مع نادي لاس فيغاس لايتس.